# PG Csoport
A PG csoport egy 1986-ban a Kossuth Egyetem hallgatóiból Debrecenben megalakitott zenekar.

## Történet
A debreceni egyetemi légkörben Jantyik Zsolt és Jantyik Csaba testvér- és alkotópáros maga köré gyűjtött több kreatív nem csak zenében gondolkodó ifjú művészt, akikkel a zenés előadásként induló csapat kezdeti klubsikereit is elérte. Az akkori hatóságok figyelmét is felkető, szabad és magyar gondolatiságú koncertjeik híressé váltak az ország keleti régiójában. Többszöri tagcserék után kialakult a zenekart ma is jellemző, szövegcentrikus, rockos zenei irány.
Az első turné 1989-ben szerveződött, ebben az évben még Moszkvában is adtak koncerteket. '91-ben sikeres európai fellépés sorozatot bonyolítottak, a szélességi fokot tekintve egészen a doveri kikötői fogdájáig jutva. Hazatérve elkészült a Moulin Rouge című lemez (1992), amelynek megjelenése az első vidéki áttörések egyike volt.
1993-ban megjelent egy válogatáskazetta  Kelet ’92 címmel, melyen a PG Csoport is szerepelt. 1994-ben kialakult az első tartós felállást, és az évet a Félélet című kazetta fémjelezte. Ebben az évben jelent meg a Rocklenyomat '94 válogatás, melyen szintén szerepeltek. ’94 végétől az interneten is lehetett olvasni az együttesről a https://web.archive.org/web/20170914051204/http://pgcsoport.hu/ címen.
A következő évben, 1995-ben a kemény munka átütő sikert hozott a zenekar számára: a Marlboro Rock in ’95 fesztiválon arattak győzelmet. A nyár végén eljutottak a Marlboro nemzetközi gálájára is Svájcba, ahol olyan világsztárokkal léphettek fel, mint Bob Geldof, Neil Young és a Pearl Jam.
1996-ban az őszi-tavaszi turnét követően megjelent az Útlevél, fogkefe című lemez, mely majdnem minden száma klasszikussá vált a rajongók körében.
1999-ben Szódás Imre dobos posztjára Kiss Attila érkezett, s ezzel alakult ki a mai felállás. 2001-ben elkészült a zenekar talán legkidolgozottabb, "Mennyi nő" címet viselő lemeze, ami csak a következő év elején jelent meg. A 2000-es évtized középső részét "családi éveknek" nevezhetjük a zenekar életében: a tagok gyermekeinek (5) egymást követő születése miatt ezen időszak viszonylag kevés koncerttel és visszafogott alkotói munkával telt.
A PG Csoport 2007 második felében, a debreceni Lovardában ünnepelte 20 éves fennállását, egy monstre (több mint 3 órás) koncerttel, melyen valamennyi volt pégés tag szerepelt. A koncert egyben a zenekar nagy visszatérése is volt: 2008-ban "Nem sietünk sehová" címmel megjelent a következő lemez. Az évek során felgyülemlett alkotóenergiáknak köszönhetően mindössze 2 nap alatt írták meg 12 számot tartalmazó lemezt, amely a PG legérettebb albuma. A diszk mellé a zenekar 20 éves születésnapi koncertjének 50 perces DVD ízelítőjét is mellékelték.
2008 őszén a Kölcsey Központban (Debrecen) adtak nagy sikerű „csendes” koncertet akusztikus hangszerelésben, nagyszerű nép- és régizenészekkel kiegészülve. Ennek folytatásaként 2009-ben Halmos Béla prímás, a magyar táncházmozgalom egyik atyja csatlakozott a zenekarhoz egyre gyakoribb vendégként, mely egy közös munka, egy többszámos áthangszerelt repertoárhoz vezetett. Ezzel a produkcióval év végére meghívást kaptak Rómába is, majd 2010 év elején 7 számos videóanyagon is rögzítették.

## Lemezek
- Alföldi zene (1990)
- Moulin Rouge (1992)
- Félélet (1994)
- Útlevél, fogkefe (1996)
- Elmúlhat minden (koncertlemez 1998)
- Mennyi nő (2002)
- Nem sietünk sehová (2007)

## További kiadványok
- Videó hanganyagok 1995-96 (VHS, 1996)
- Klinika Mozi 1997. szeptember 22. (MC, 1997)
- Mennyi nő (maxi, 2001)
- Megáll a nyugat (maxi, 2002)
- PG csoport 1990-2002 (CD-box, 2002)

## Tagok
- Jantyik Zsolt – ének
- Jantyik Csaba – gitár, vokál
- Fazekas László – basszusgitár
- Kiss Attila – dob, ütőhangszerek

## Külső hivatkozások
A zenekar honlapja